# میمون‌های فضایی
میمون‌های فضایی (به انگلیسی: Space Chimps) یک پویانمایی رایانه‌ای در ژانر فیلم علمی تخیلی محصول سال ۲۰۰۸ به کارگردانی کیرک دمیکو در اولین کارگردانی‌اش و نویسندگی دمیکو و راب مورلند است. صداپیشگی اندی سمبرگ، شریل هاینز، جف دانیلز، پاتریک واربرتون، کریستن چنووس، کینن تامسون، زاک شادا، کارلوس الازراکی، امید ابطحی، پاتریک برین، جین لینچ، کت سوسی و استنلی توچی در آن به صدا درآمده است.

## داستان
در انیمیشن میمون‌های فضایی «هام سوم» نوه اولین شامپانزه‌ای می‌باشد که در جریان یک آزمایش به فضا فرستاده شده‌است. حال نوه او که «هام سوم» نام دارد تصمیم گرفت است که با کمک یک سناتور فرصت طلب تبدیل به دومین حیوانی شود که به این سفر مخاطره آمیز می‌رود. «هام» به زودی متوجه می‌شود که برای به انجام رساندن این سفر او باید مأموریت خود را با جدیت تمام دنبال کند و با دقت بسیار زیاد تمام دستورالعمل‌های صادره را دنبال کند. در ادامه هام برای انجام این مأموریت از سه تن از دوستان صمیمی خود کمک می‌گیرد و…

## قسمت دوم فیلم
دنباله‌ای بنام میمون‌های فضایی ۲ در می ۲۰۱۰ در سینماهای بریتانیا اکران شد و در اکتبر ۲۰۱۰ در ایالات متحده به‌طور مستقیم به صورت فیلم ویدئویی به نمایش درآمد. به‌طور جهانی توسط منتقدان مورد توجه قرار گرفت و بسیار ناخوشایند بود.

## پاسخ انتقادی
راتن تومیتوز گزارش داد که ۳۳ درصد از منتقدان حرفه‌ای بر اساس ۹۲ نقد، نظرات مثبتی ارائه کردند. در متاکریتیک، این فیلم بر اساس ۱۶ منتقد دارای امتیاز ۳۶ از ۱۰۰ است که نشان‌دهنده «بررسی‌های عموماً نامطلوب» است.

## باکس آفیس
این فیلم در ایالات متحده بیش از ۳۰ میلیون دلار و در کشورهای دیگر ۴۳٫۷ میلیون دلار فروخته‌است که مجموعاً ۶۴٫۸ میلیون دلار در سراسر جهان است. این فیلم در ۱ اوت ۲۰۰۸ در بریتانیا اکران شد و ۵۳۶٫۵۴۳ پوند فروش کرد.